# Éditions XYZ
 (novembre 2014).
Si vous disposez d'ouvrages ou d'articles de référence ou si vous connaissez des sites web de qualité traitant du thème abordé ici, merci de compléter l'article en donnant les références utiles à sa vérifiabilité et en les liant à la section « Notes et références ».
Les Éditions XYZ sont une maison d'édition québécoise, fondée à Montréal en 1985 par Maurice Soudeyns et Gaëtan Lévesque. 
Au départ consacrée à la nouvelle, elle diversifiera sa ligne éditoriale et se concentrera de plus en plus sur le roman.
Parmi ses collections, on compte notamment Romanichels, dirigée autrefois par André Vanasse ; Théorie et littérature ; Les grandes figures ; Quai no 5, dirigée par Tristan Malavoy.

## Histoire
En 2009, elle sera achetée par les Éditions Hurtubise, propriété du Groupe HMH détenu par la famille Foulon. 
En 2014, après le départ de l'éditrice Josée Bonneville, Pascal Genêt, qui enseigne l'édition à l'Université de Sherbrooke, devient le directeur général de la maison d'édition. Il est remplacé en 2018 par Myriam Caron Belzile, qui en assure la direction jusqu'en 2024. Depuis, c'est Guylaine Girard qui est à la barre des Éditions XYZ.